# Karel Horáček
Karel Horáček (* 8. prosince 1952, Jihlava) je bývalý český hokejový obránce.

## Hokejová kariéra
Začínal v týmu Modeta Jihlava. V československé lize hrál za Duklu Jihlava, nastoupil ve 456 ligových utkáních a dal 24 gólů a 102 asistencí. S Duklou Jihlava získal v letech 1974 a 1982-1985 pětkrát mistrovský titul. Za reprezentaci Československa nastoupil v sezóně 1974/1975 v 6 utkáních a dal 1 gól. Dále hrál i v Itálii za SG Cortina a Zoldo USG.

## Klubové statistiky
| Sezona    | Klub          | Soutěž          | Základní část | Základní část | Základní část | Základní část | Základní část |
| Sezona    | Klub          | Soutěž          | Z             | G             | A             | B             | TM            |
| --------- | ------------- | --------------- | ------------- | ------------- | ------------- | ------------- | ------------- |
| 1973/1974 | Dukla Jihlava | 1. liga         | -             | -             | -             | -             | -             |
| 1974/1975 | Dukla Jihlava | 1. liga         | -             | 5             | -             | -             | -             |
| 1975/1976 | Dukla Jihlava | 1. liga         | -             | -             | -             | -             | -             |
| 1976/1977 | Dukla Jihlava | 1. liga         | -             | -             | -             | -             | -             |
| 1977/1978 | Dukla Jihlava | 1. liga         | 43            | 1             | 10            | 11            | 32            |
| 1978/1979 | Dukla Jihlava | 1. liga         | 43            | 1             | 11            | 12            | 12            |
| 1979/1980 | Dukla Jihlava | 1. liga         | 44            | 4             | 7             | 11            | 12            |
| 1980/1981 | Dukla Jihlava | 1. liga         | 41            | 3             | 9             | 12            | 10            |
| 1981/1982 | Dukla Jihlava | 1. liga         | 41            | 0             | 7             | 7             | -             |
| 1982/1983 | Dukla Jihlava | 1. liga         | 43            | 4             | 11            | 15            | 16            |
| 1983/1984 | Dukla Jihlava | 1. liga         | 31            | 1             | 4             | 5             | 22            |
| 1984/1985 | Dukla Jihlava | 1. liga         | 35            | 0             | 16            | 16            | 10            |
| 1985/1986 | Dukla Jihlava | 1. liga         | -             | -             | -             | -             | -             |
| 1986/1987 | SG Cortina    | 1. italská liga | 40            | 4             | 20            | 24            | 19            |
| 1987/1988 | SG Cortina    | 1. italská liga | 32            | 9             | 23            | 32            | 12            |
| 1988/1989 | Zoldo USG     | 2. italská liga |               | -             | -             | -             | -             |
| 1989/1990 | Zoldo USG     | 2. italská liga | 31            | 13            | 18            | 51            | 24            |